# Kittiwet Lochit
Kittiwet Lochit (thailändisch กิตติเวทย์ หล่อจิต; * 4. April 2004) ist ein thailändischer Fußballspieler.

## Karriere
Kittiwet Lochit steht seit 2023 beim Dragon Pathumwan Kanchanaburi FC unter Vertrag. Der Verein aus Kanchanaburi spielt in der zweiten Liga, der Thai League 2. Sein Zweitligadebüt gab Lochit am 14. Januar 2024 (19. Spieltag) im Heimspiel gegen den Krabi FC. Bei dem 2:2-Unentschieden wurde er in der 86. Minute für Anuwat Matarat eingewechselt. Am 15. Juni 2024 stand er mit Kanchanaburi im Finale des FA Cup. Das Spiel gegen den Erstligisten Bangkok United verlor man nach Elfmeterschießen. Nach insgesamt zehn Ligaspielen wechselte er auf Leihbasis im Sommer 2024 zu dem ebenfalls in Kanchanaburi beheimateten Drittligisten Kanchanaburi City FC. Mit dem Verein spielte er zehnmal in der Western Region der Liga. Im Dezember 2024 wurde er an den ebenfalls in der Western Region spielenden Raj-Pracha FC ausgeliehen. Hier bestritt er 15 Ligaspiele. Im Sommer 2025 kehrte er nach Kanchanaburi zurück.

## Erfolge
Dragon Pathumwan Kanchanaburi FC
- Thailändischer Pokalfinalist: 2023/24